# Patton Bluff
Das Patton Bluff ist ein Felsenkliff im westantarktischen Marie-Byrd-Land. Es ragt zwischen dem Shibuya Peak und dem Coleman-Nunatak an der Ostflanke des Berry-Gletschers auf.
Der United States Geological Survey kartierte das Kliff anhand eigener Vermessungen und Luftaufnahmen der United States Navy aus den Jahren von 1959 bis 1965. Das Advisory Committee on Antarctic Names benannte es 1966 nach Delbert E. Patton, Ionosphärenphysiker des United States Antarctic Research Program auf der Byrd-Station im Jahr 1962.